# Застава Узбечке ССР
Застава Узбечке ССР је усвојена 29. августа 1952. године од стране владе Узбечке ССР. Ова застава је била у употреби до 18. новембра 1991. године, када је замењена данашњом заставом Узбекистана.
Застава је била црвене боје, а по средини заставе хоризонтално се протезала плава трака, омеђена са две беле. Плава трака симболизовала је небо изнад државе, а беле памук. У горњем левом углу налазио се златни срп и чекић, а изнад њега петокрака црвена звезда, симбол пролетаријата и револуционарне борбе за радничку класу.

## Бивше заставе
Прва застава Узбечке ССР била је усвојена 22. јула 1925. године, убрзо након формирања ове совјетске републике. Застава је била црвене боје, а у горњем левом углу стајала су два натписа скраћеног имена државе (УзССР), златне боје, на ћирилици и арапском писму.
На новој застави, усвојеној 9. јануара 1926. године, арапска слова замењена су латиничнима, а скраћеница имена државе била је исписана на три језика, узбечком, руском и таџичком. Натписи на узбечком и таџичком били су латинични, а на руском ћирилични.
Пошто је 1931. године из Узбечке ССР издвојена Таџичка АССР и формирана као конститутивна совјетска република (Таџичка ССР), са заставе је уклоњен натпис на таџичком, као и тачке које су стајале испред слова.
Године 1935, скраћеница на узбечком је из OzbSC промењена у OzSSR. Натпис на руском је остао исти (УзССР).
Усвајањем новог устава 1937. године, Узбечка ССР је усвојила и нову заставу. На застави је сада стајао делимично пуни наслов имена државе на узбечком и латници, OZBEKISTAN SSR, и руском језику и ћирилици, Узбекская ССР.
Године 1941. ћирилица је заменила латиницу као службено писмо у Узбечкој ССР, па је 16. јануара Врховни совјет републике усвојио нову заставу на којој су оба натписа била на ћирилици, Ўзбекистон ССР и Узбекская ССР. Ова застава је била у употреби до 1952. године.